# Principe de Dale

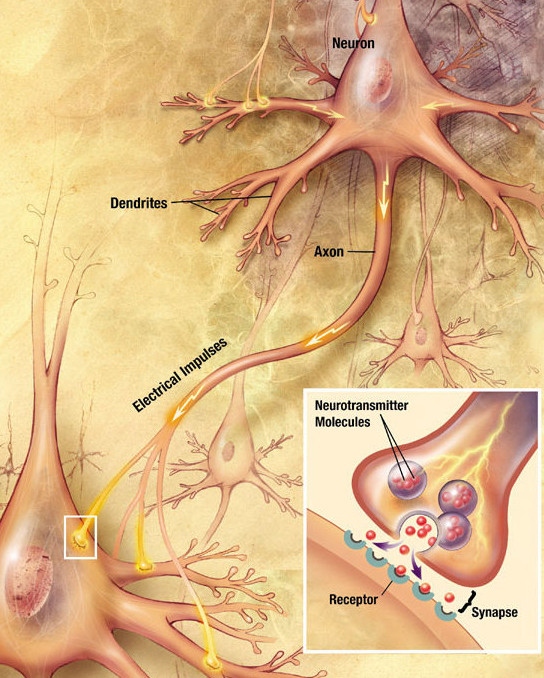
Dessin illustrant le processus de transmission synaptique dans les neurones

En science neuronale, le principe de Dale (ou loi de Dale) est une règle attribuée au neuro-scientifique Henry Hallett Dale. Ce principe spécifie que toutes les connexions synaptiques d'un neurone effectuent la même tâche vers les autres cellules, sans considération de la nature de ces-dernières. Néanmoins, des désaccords sont survenus en ce qui concerne la formulation de ce principe.
En raison d'une ambiguïté dans la déclaration initiale, il existe en fait deux versions du principe, l'une qui s'est avérée définitivement fausse, et l'autre qui reste une règle empirique précieuse. Le terme "Principe de Dale" a été utilisé pour la première fois par Sir John Eccles en 1954, dans un passage qui disait : "Conformément au principe de Dale (1934, 1952) selon lequel le même transmetteur chimique est libéré de toutes les terminaisons synaptiques d'un neurone...". Certains auteurs modernes ont compris le principe comme indiquant que les neurones libèrent un et un seul transmetteur à toutes leurs synapses, ce qui est faux. D'autres, dont Eccles lui-même dans des publications ultérieures, ont compris que les neurones libèrent le même ensemble de transmetteurs à toutes leurs synapses.
Dale lui-même n'a jamais énoncé son "principe" sous une forme explicite. La source à laquelle Eccles a fait référence est une conférence publiée par Dale en 1934, intitulée Pharmacology and nerve endings, décrivant certaines des premières recherches sur la physiologie de la neurotransmission. À cette époque, seuls deux transmetteurs chimiques étaient connus, l'acétylcholine et la noradrénaline (que l'on pensait alors être l'adrénaline) Dans le système nerveux périphérique, on savait que la transmission cholinergique et adrénergique provenait de différents groupes de fibres nerveuses. Dale s'est intéressé à la possibilité qu'un neurone libérant l'une de ces substances chimiques en périphérie puisse également libérer la même substance chimique au niveau des synapses centrales. Il a écrit :
   Il faut noter, en outre, que dans les cas pour lesquels des preuves directes sont déjà disponibles, les phénomènes de régénération semblent indiquer que la nature de la fonction chimique, qu'elle soit cholinergique ou adrénergique, est caractéristique de chaque neurone particulier, et inchangeable.
Et vers la fin du journal :
   Lorsque nous traitons de deux terminaisons différentes du même neurone sensoriel, l'une périphérique et concernée par la vasodilatation et l'autre au niveau d'une synapse centrale, pouvons-nous supposer que la découverte et l'identification d'un transmetteur chimique de la vasodilatation axone-réflexe fournirait un indice sur la nature du processus de transmission au niveau d'une synapse centrale ? Cette possibilité a au moins une certaine valeur en tant que stimulus pour poursuivre l'expérience.
Avec seulement deux émetteurs chimiques connus à l'époque, la possibilité qu'un neurone libère plus d'un émetteur à une seule synapse n'est entrée dans l'esprit de personne, et donc aucun soin n'a été pris pour formuler des hypothèses en tenant compte de cette possibilité. L'ambiguïté qui en a résulté dans les déclarations initiales a entraîné une certaine confusion dans la littérature quant à la signification précise du principe, Nicoll et Malenka, par exemple, l'ont compris en affirmant qu'un neurone libère toujours un seul et unique neurotransmetteur à toutes ses synapses. Sous cette forme, c'est certainement faux. De nombreux neurones libèrent plus d'un neurotransmetteur, dans ce que l'on appelle la "cotransmission". Bien qu'il y ait eu des indices antérieurs, la première proposition formelle de cette découverte n'est venue qu'en 1976. La plupart des neurones libèrent plusieurs messagers chimiques différents. Dans les neurosciences modernes, les neurones sont souvent classés selon leur neurotransmetteur et leur co-transmetteur le plus important, par exemple les neurones GABA striatals utilisent soit des peptides opioïdes soit la substance P comme co-transmetteur primaire.
Dans une publication de 1976, cependant, Eccles a interprété le principe d'une manière subtilement différente :

« J'ai proposé que le principe de Dale soit défini comme stipulant qu'à toutes les branches axonales d'un neurone, il y avait libération de la ou des mêmes substances émettrices. »

L'ajout de "ou de substances" est essentiel. Avec ce changement, le principe prévoit la possibilité que les neurones libèrent plus d'un émetteur, et affirme seulement que le même ensemble est libéré à toutes les synapses. Sous cette forme, il s'agit toujours d'une règle empirique importante, à quelques exceptions près, notamment la découverte de David Sulzer et Stephen Rayport selon laquelle les neurones dopaminergiques libèrent également du glutamate en tant que neurotransmetteur, mais à des endroits distincts.